# Ämmänsaari (ö i Norra Savolax)
Ämmänsaari är en ö i Finland. Den ligger i sjön Enonvesi och i kommunen Varkaus i den ekonomiska regionen  Varkaus ekonomiska region  och landskapet Norra Savolax, i den sydöstra delen av landet, 300 km nordost om huvudstaden Helsingfors. Öns area är 7,7 hektar och dess största längd är 460 meter i nord-sydlig riktning.